# Eustrotia basiscripta
Eustrotia basiscripta là một loài bướm đêm trong họ Noctuidae.